# Grifola frondosa
Grifola frondosa (James Dickson, 1785 ex Samuel Frederick Gray, 1821), sin. Polyporus frondosus (James Dickson, 1785 ex Elias Magnus Fries, 1821), din încrengătura Basidiomycota în familia Meripilaceae și de genul Grifola, denumită în popor foalele vacii sau bureți călugărești, este o ciupercă comestibilă care crește sălbatică sau poate fi și cultivată fiind pe o parte parazitară, preponderent pe specii de stejari, mai rar pe arțari și castani comestibili sau ulmi, provocând putregaiul alb al lemnului și aastfel un dăunător de lemn însemnat, pe de alta în primul rând saprofită, crescând pe lemnul în descompunere al acelorași specii. Soiul sălbatic se găsește în România, Basarabia și Bucovina de Nord, dezvoltându-se în mănunchiuri impresionante în păduri naturale de foioase, atât la câmpie cât și la munte. Apariția principală a bureților este din iunie până în decembrie, dar ei cresc și iarna, dacă vremea nu este geroasă.

## Taxonomie

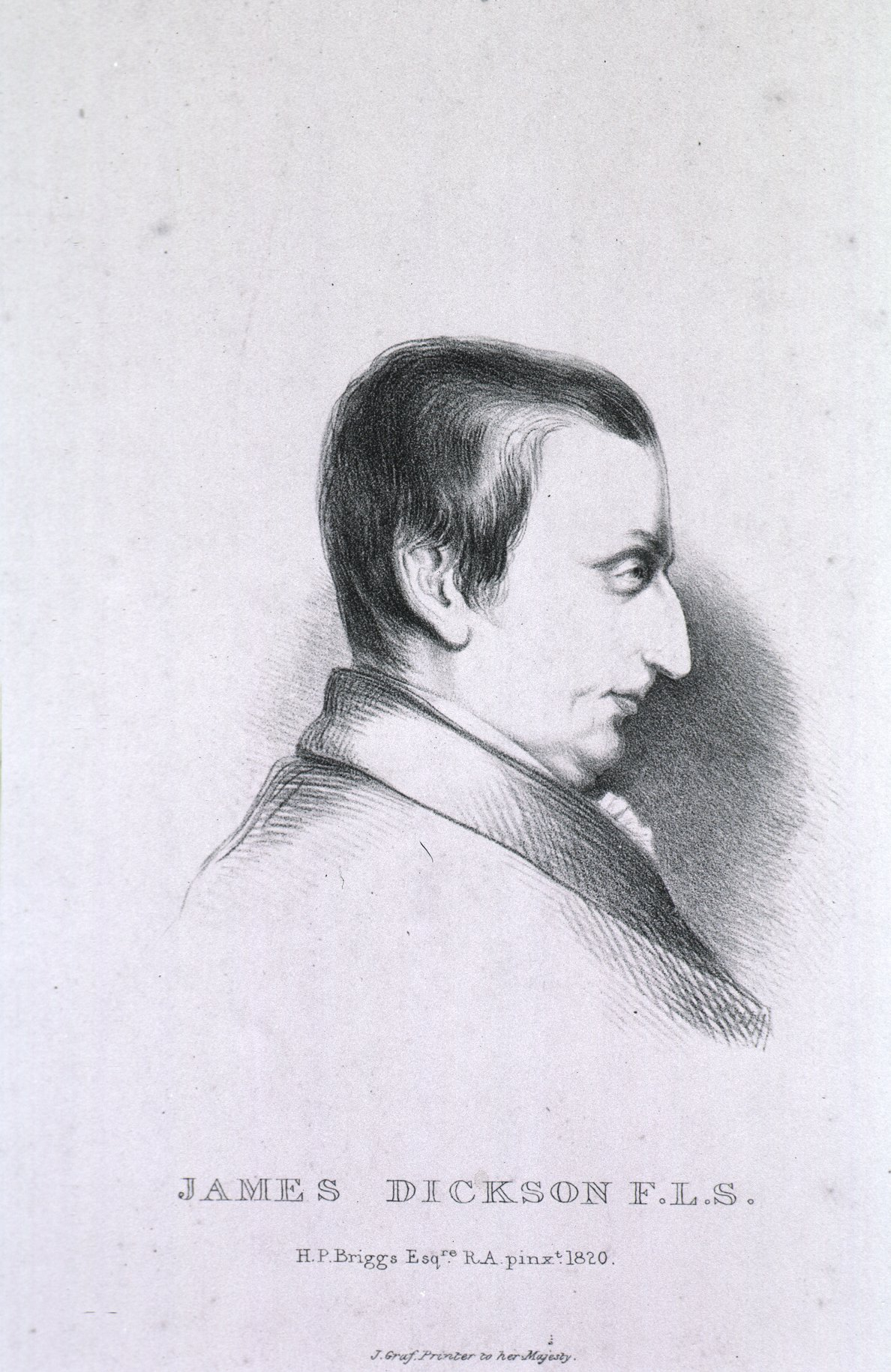
James Dickson

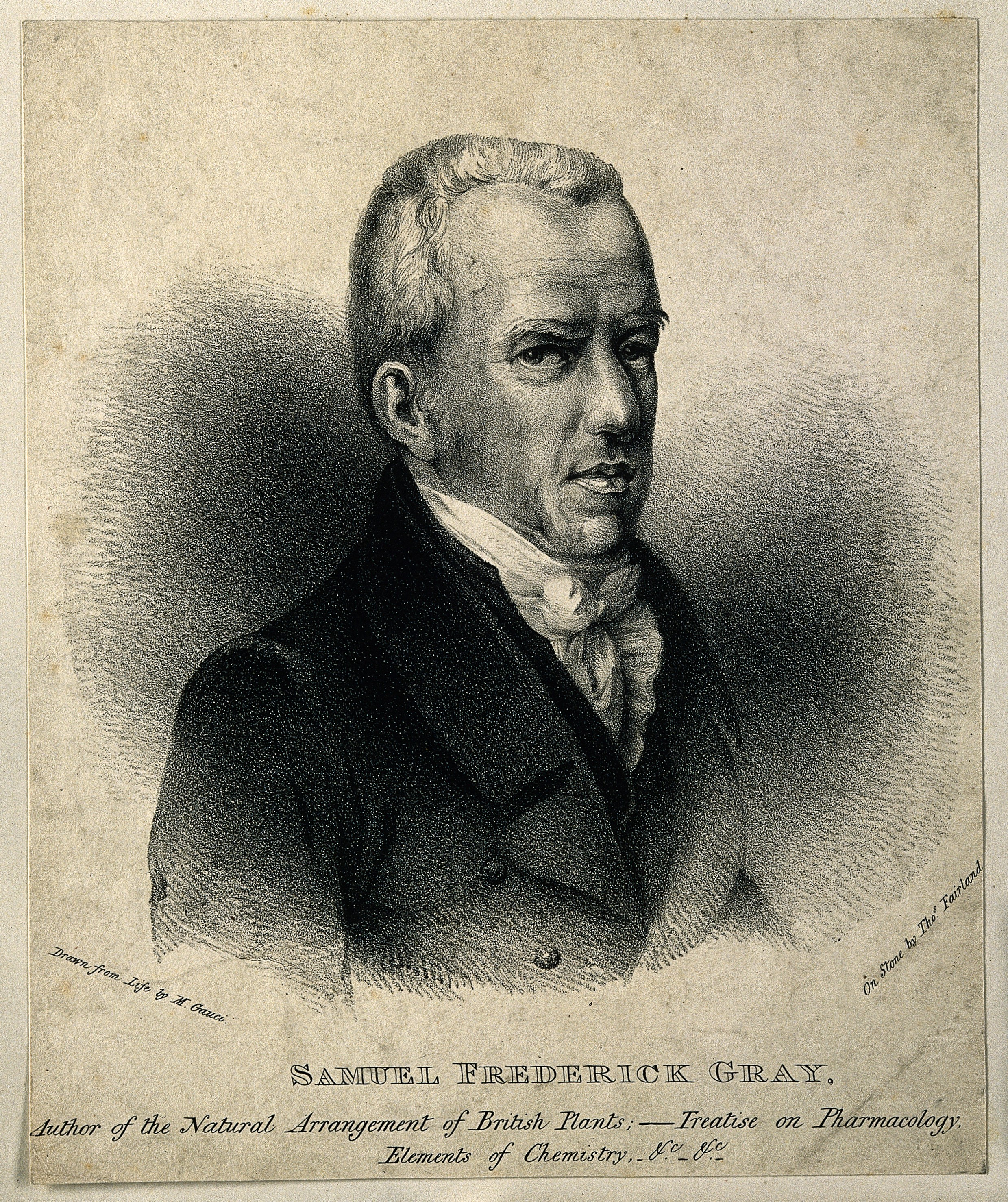
Samuel F. Gray

În 1762, specia a fost descrisă pentru prima dată de savantul francez Antoine Gouan drept Boletus cristatus, de recitit în cartea sa Hortus Regius Monspeliensis, sistens plantas tumindigenus tum exoticas.
Dar numele binomial hotărât este Boletus frondosus determinat de cunoscutul botanist și micolog scoțian James Dickson în volumul 1 al tetralogiei sale Fasciculus Plantarum Cryptogamicarum Britanniae din 1785.
Apoi micologul englez Samuel Frederick Gray a transferat specia la genul creat de el anume Grifola sub păstrarea epitetului, de verificat în volumul 1 al lucrării sale principale A natural arrangement of British plants din 1821, fiind sia numele curent valabil (2023). 
Au mai fost create o mulțime de sinonime și variații pentru această ciupercă care sunt valabile.
Mai trebuie menționat că, în anul 1821, cel mai renumit micolog al secolului al XIX-lea, anume Elias Magnus Fries, a redenumit specia în volumul 1 al triologiei sale Systema Mycologicum, dând-ui numele  Polyporus frondosus. Datorită autorității lui Fries, acest taxon a rămas pentru timp lung cel valabil și mai este folosit până în prezent în unele cărți micologice. Dar între timp, denumirea lui Gray este acceptată de toți micologii, fiind mai veche.
Grifola frondosa, al cărui nume generic se trage din cuvântul grecesc (greacă Γρύπα=bestie cu aripi de vultur, derivat din mitologie, iar epitetul din adjectivul latin (latină frondosus, -a, um=înfrunzit, cu multe frunze), datorită aspectului general. Ca ciupercă cultivată este cunoscută sub numele ei japonez Maitake, ce înseamnă „ciupercă dansatoare”.

## Descriere

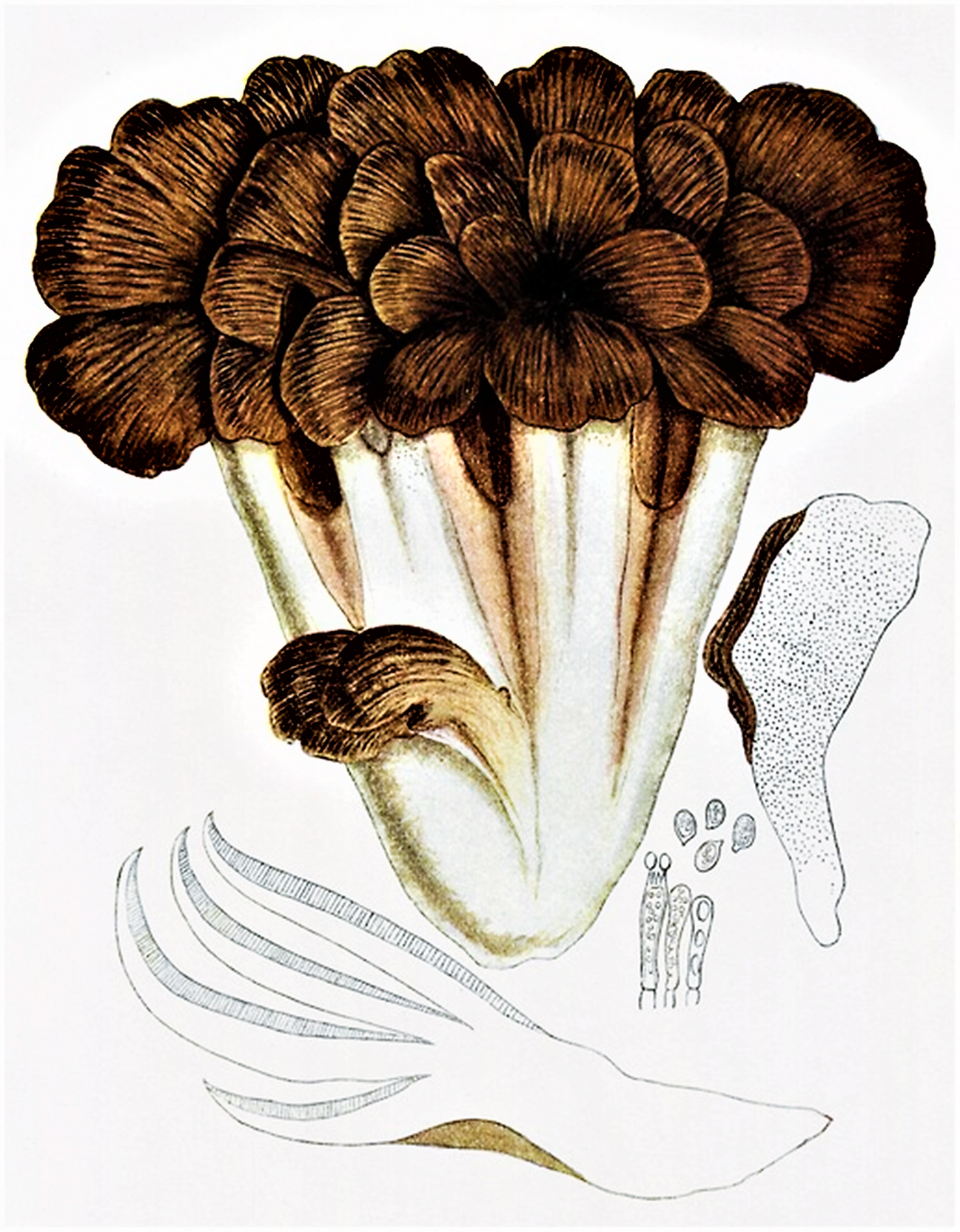
Bres.: Polyporus frondosus

Specia se dezvoltă dintr-un tubercul subteran, cam de mărimea unui cartof într-un singur trunchi din care se formează o multitudine de ciupercuțe imbricate și extinse spre exterior (uneori peste 100 de exemplare). Corpul fructifer poate atinge până la 70 cm în diametru la o înălțime maximală de 50 cm și o greutate de câteodată peste 20 kg.
Descrierea unei ciuperci solitare:
- Pălăria: are un diametru de 2-7 (12) cm, cu suprafața plată și puțin adâncită, mai mult sau mai puțin în formă de evantai sau de lingură, deseori ruptă vertical în vârstă. Cuticula este catifelată sau netedă cu marginea ondulată, radial-fibroasă, fiind de culoare cenușiu-maronie.
- Tuburile și porii: sporiferele sunt scurte (5mm), destul de dense, decurente pe picior nu rar până la baza aceluia, de culoare cenușie cât ciuperca este tânără, urmând a se decolora pe măsură ce ciuperca se maturizează în albicios-gălbui. Porii albi sunt inițial mici și rotunjori, la bătrânețe largi.
- Piciorul: este destul de scurt cu o înălțime de 2-4 (7) cm și o lățime de 0,5–1 cm, fiind alb, tare, plin, neregulat, aproape mereu alipit excentric de pălărie și îngroșat spre trunchiul principal.
- Carnea: este albă și nu se decolorează după tăiere, fiind la început fragilă, devenind la maturitate fibroasă. Are un miros aromatic, slab de ciuperci, cu gust plăcut și savuros în tinerețe, dar acrișor la bătrânețe.[4][5]
- Caracteristici microscopice: sporii în formă de picătură sunt lați, dar destul de mici, hialini (translucizi), netezi pe exterior și grăunțoși pe dinăuntru, având o mărime de 5-6,5 x 4,5-5 microni. Pulberea lor este albă. Basidiile clavate fiecare cu 2-4 sterigme măsoară 25-30 x 6-8 microni. Cistidele (elemente sterile situate în stratul himenal sau printre celulele din pielița pălăriei și a piciorului, probabil cu rol de excreție), de asemenea în formă de măciucă cu vârf rotund, sunt ceva mai scurte.[11]

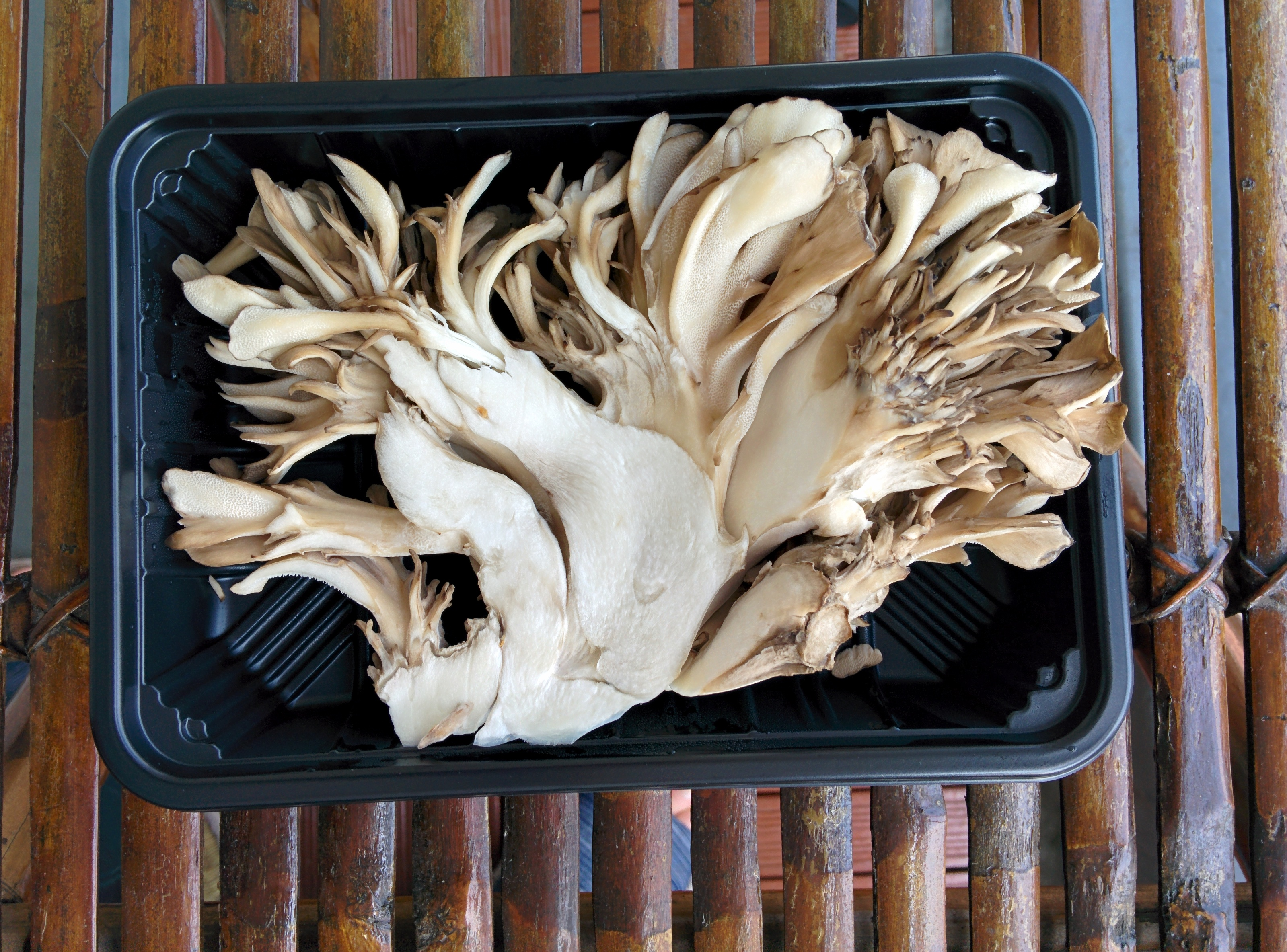
G. frondosa, secțiune longitudinală
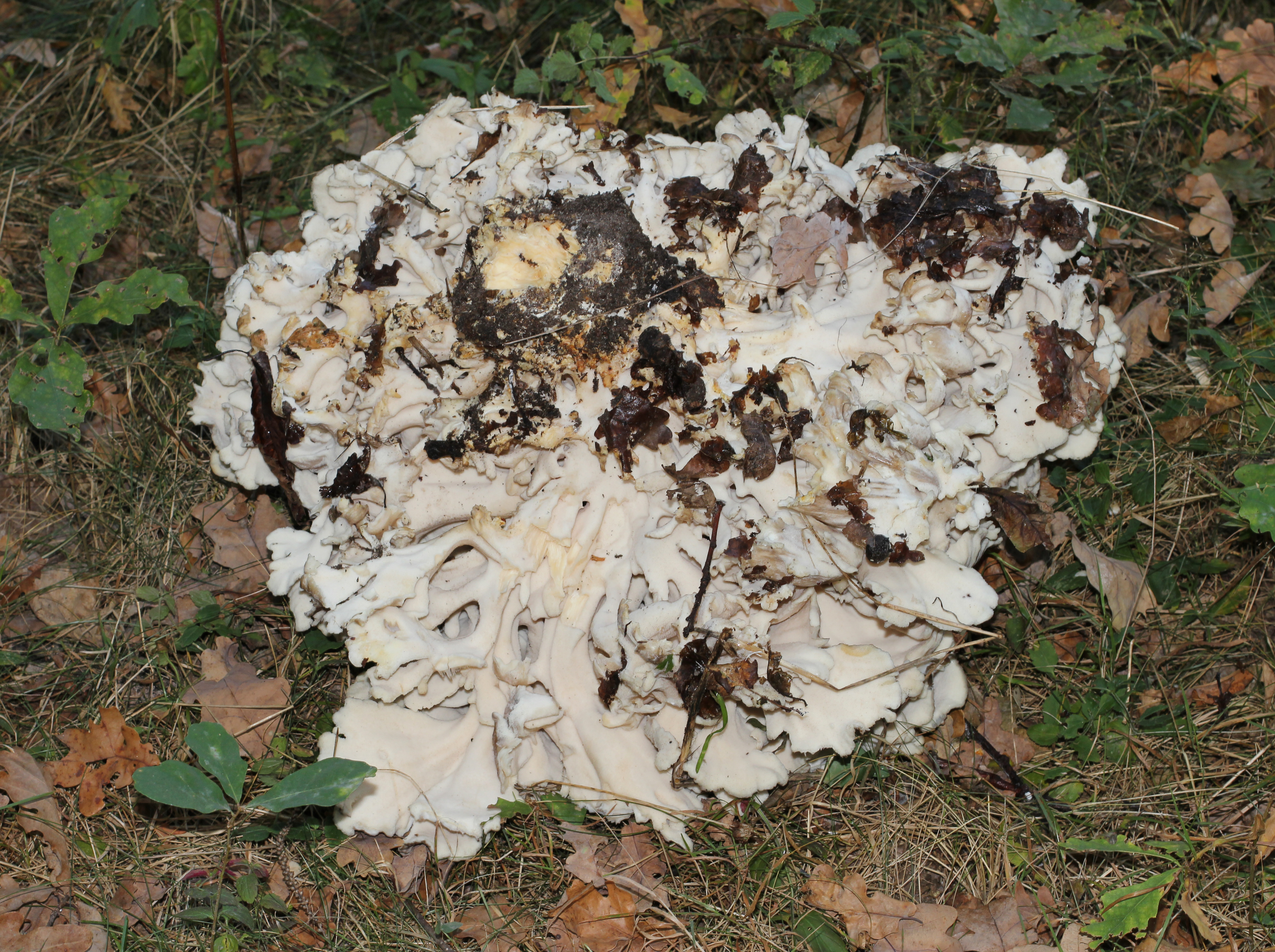
G. frondosa tânără
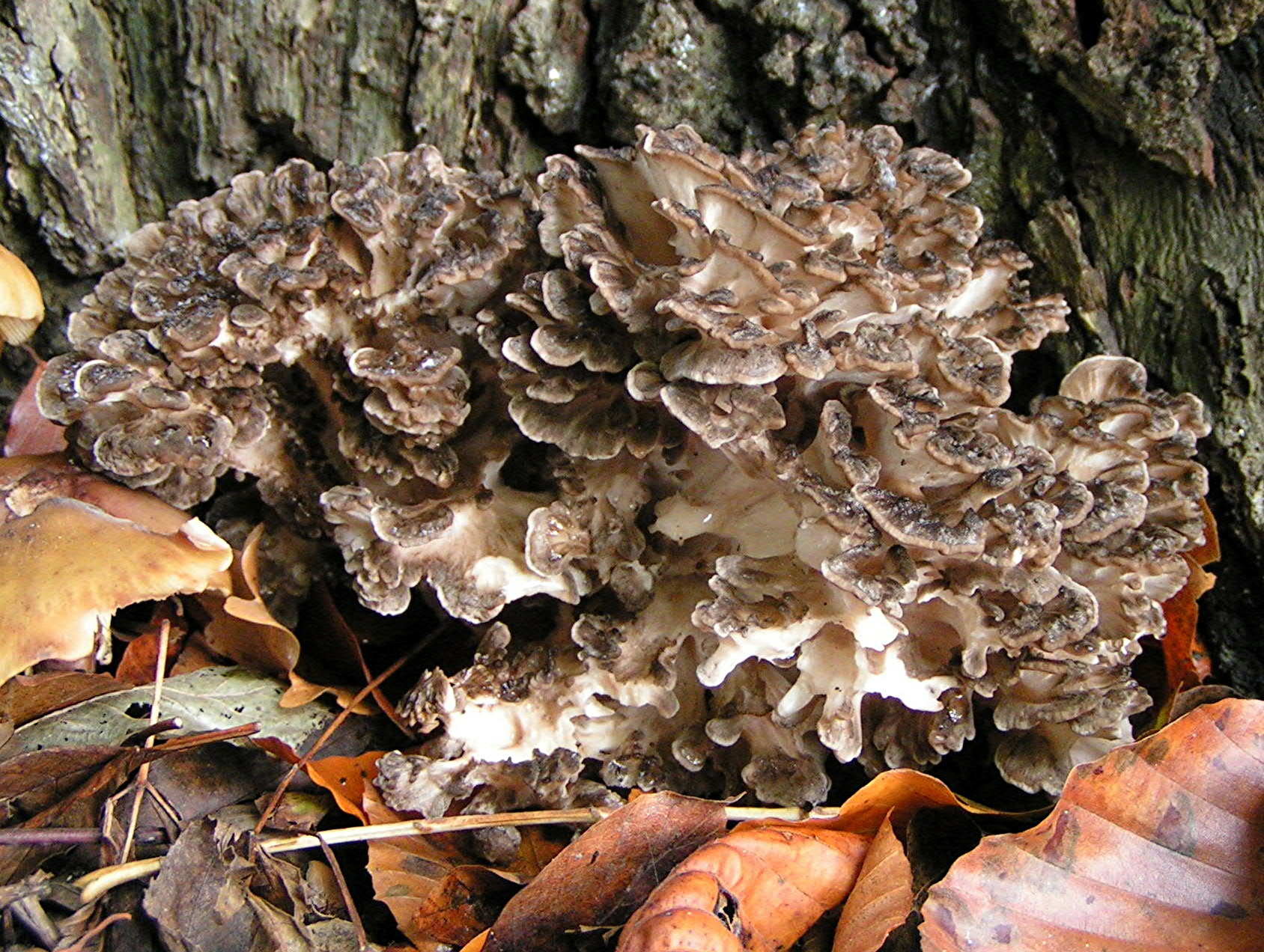
G. frondosa bătrână
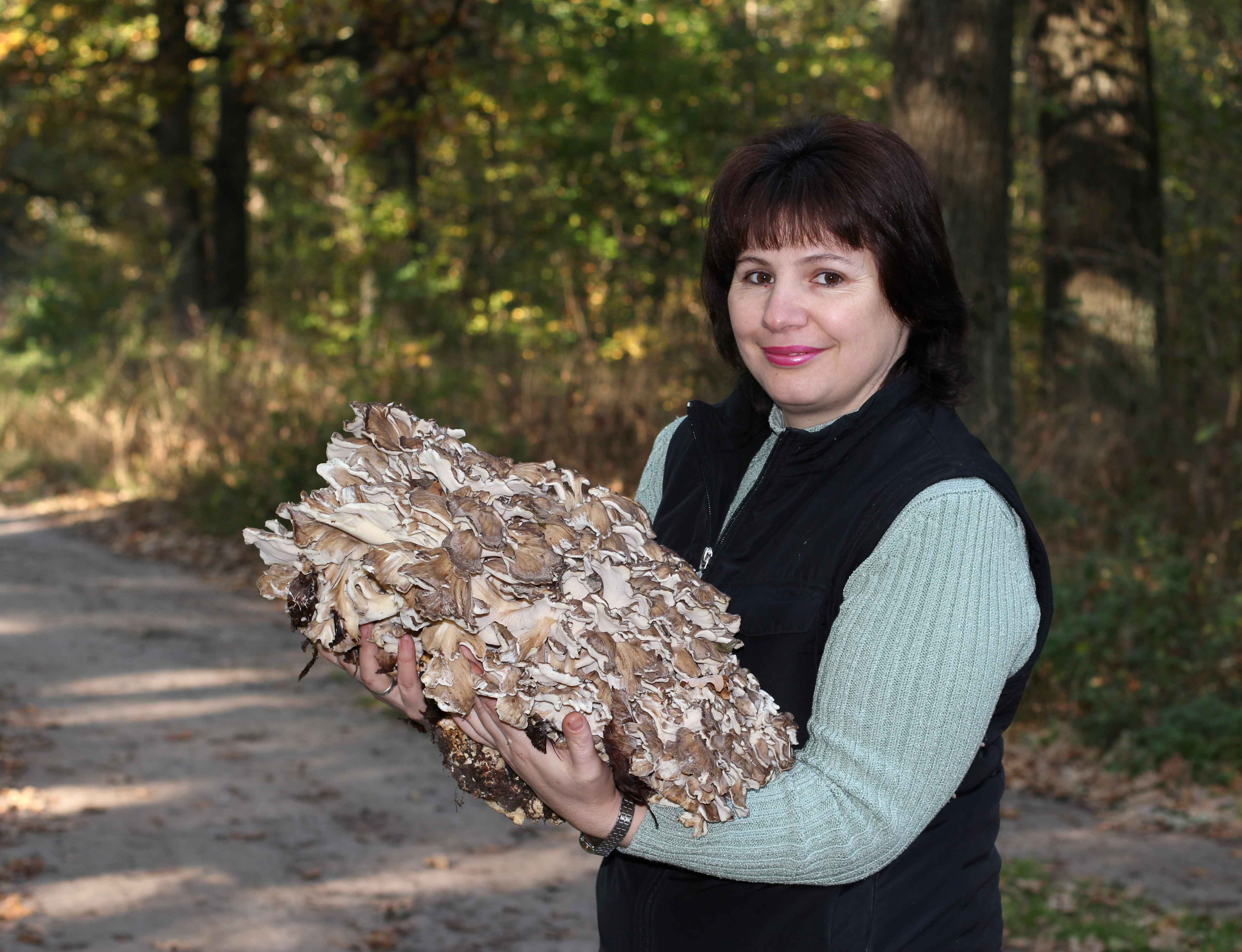
G. frondosa, mărime posibilă

## Confuzii
Datorită aspectului său buretele poate fi confundat numai cu puține alte specii neotrăvitoare cum sunt: Bjerkandera adusta (necomestibil), Bondarzewia mesenterica sin. montana (necomestibil, iute), Grifola intybacea sin. Polyporus intybaceus (comestibil), Meripilus giganteus (comestibil) sau Polyporus umbellatus (comestibil).

## Specii asemănătoare în imagini

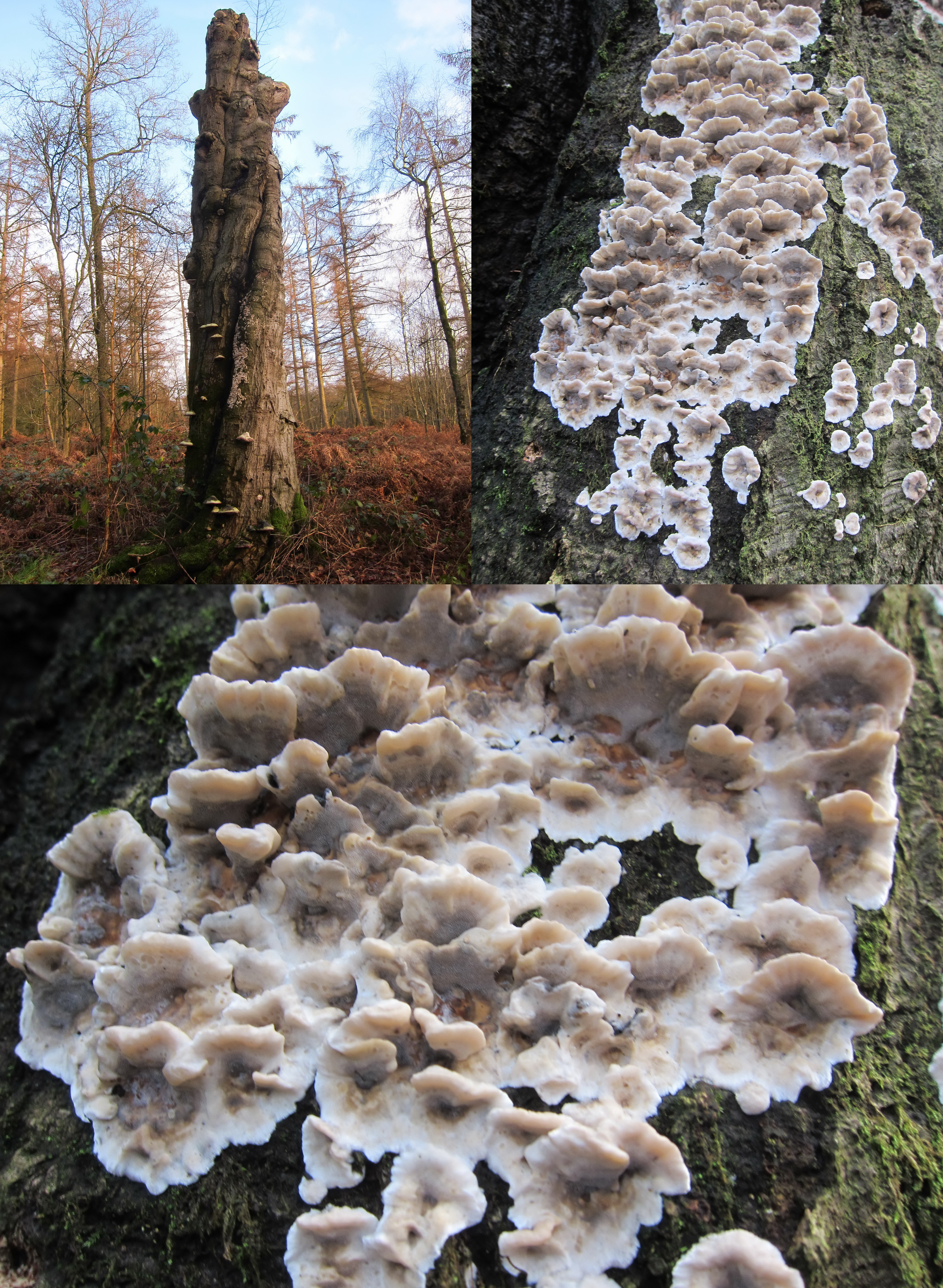
!Bjerkandera adusta!
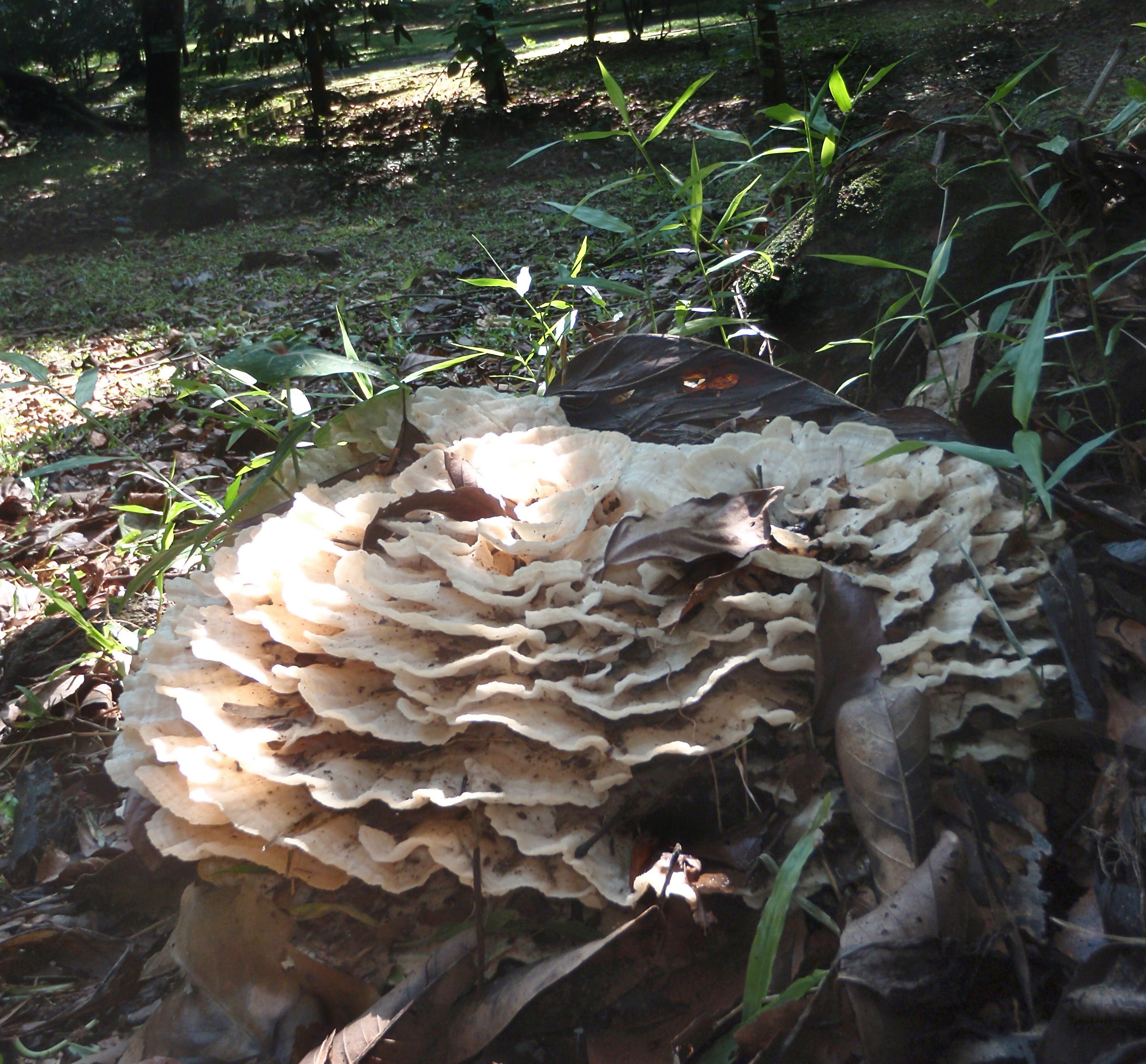
!Bondarzewia mesenterica sin montana!
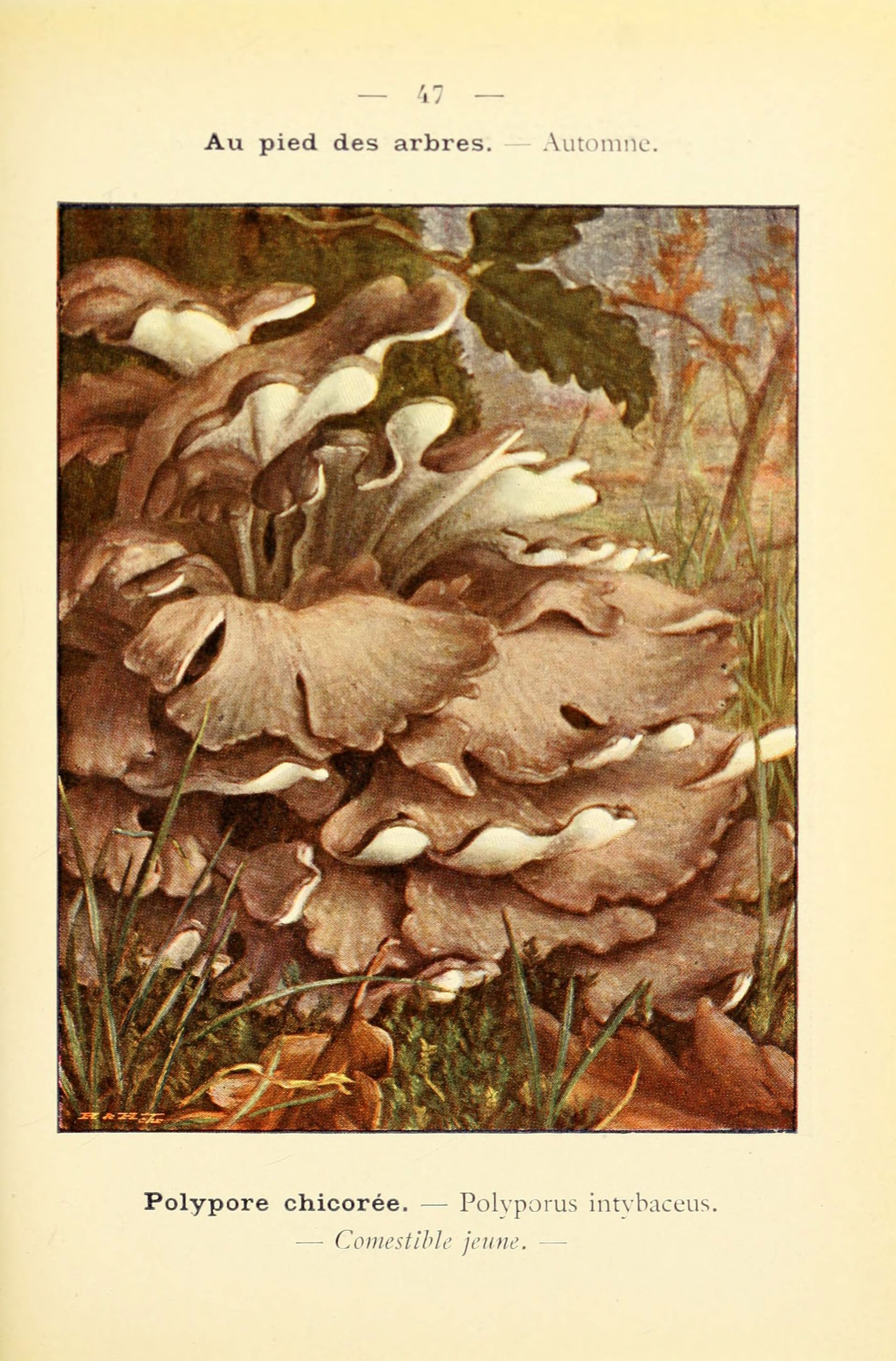
Grifola intybacea sin.Polyporus intibacesus
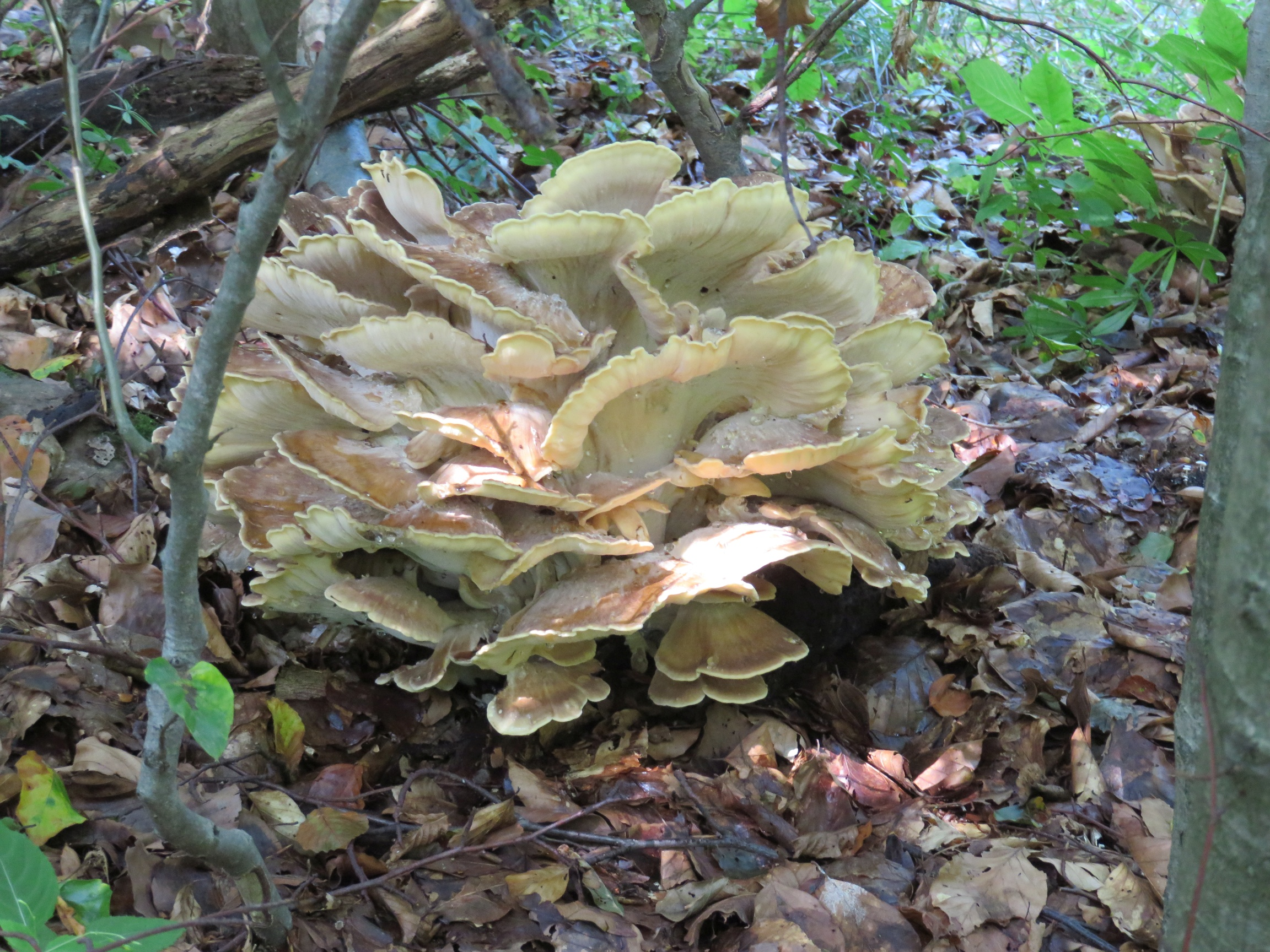
Meripilus giganteus
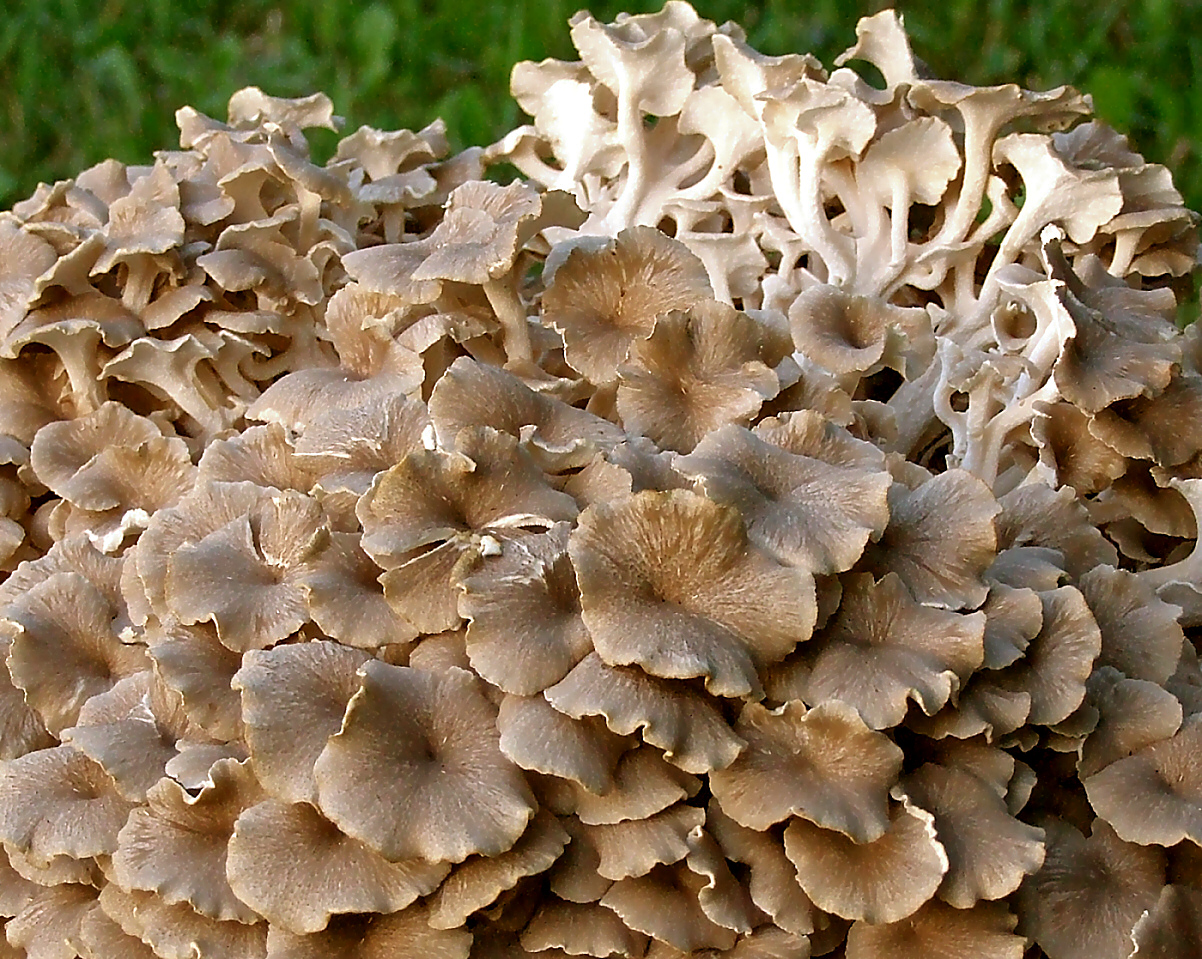
Polyporus umbellatus

## Valorificare

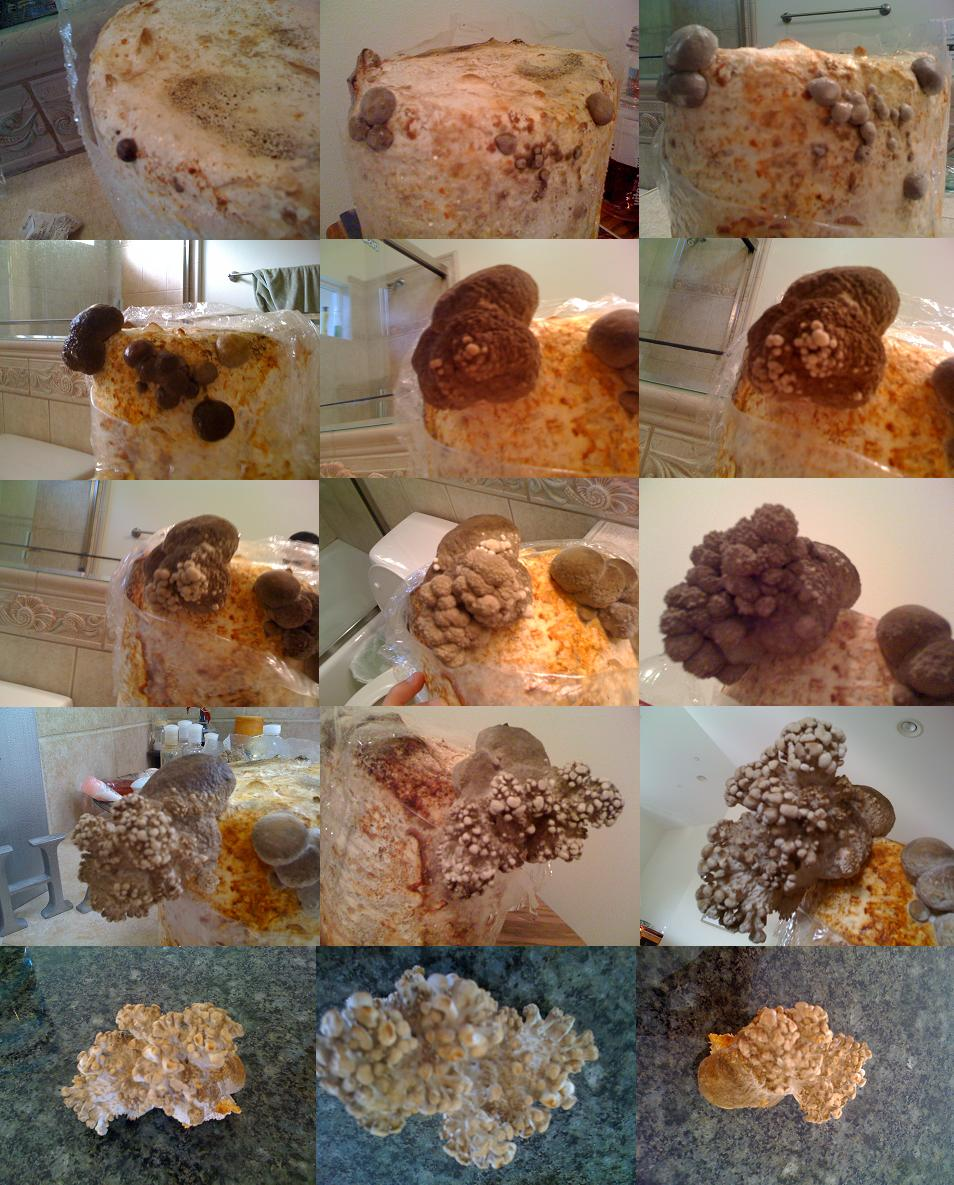
Maitake, cultură

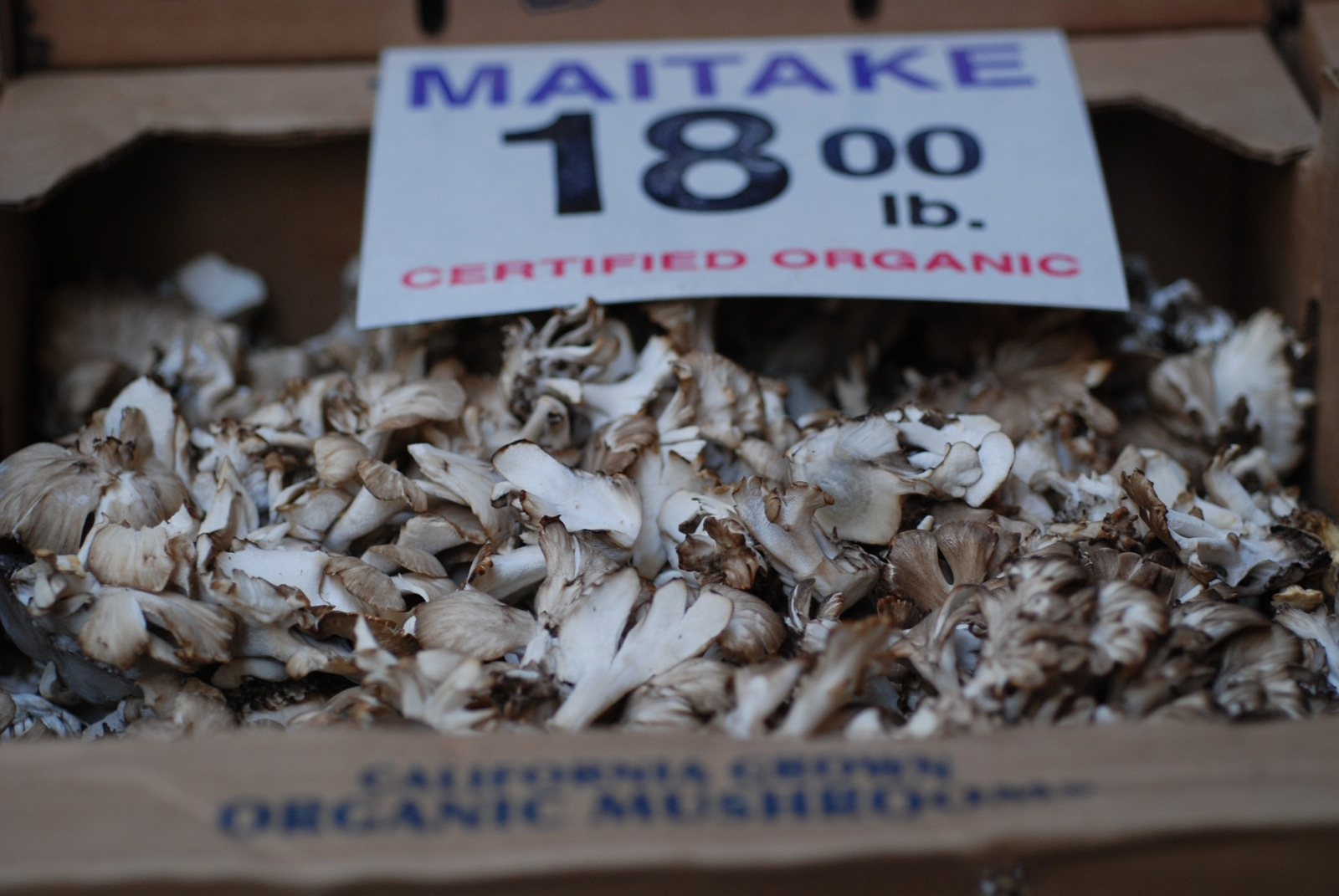
Maitake la piață

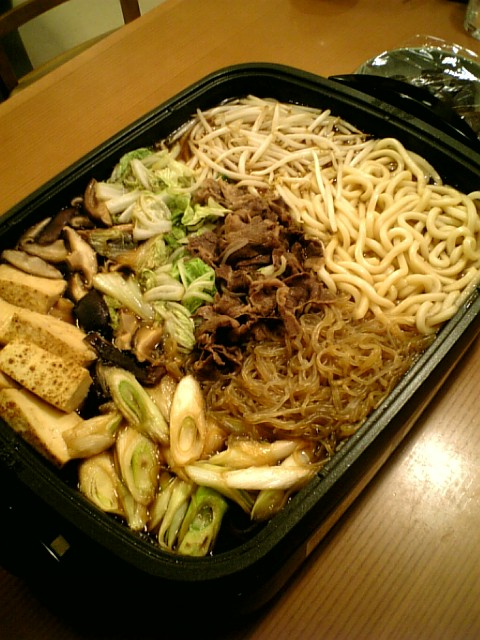
Sukiyaki

Buretele este cunoscut deja din secolul al XI-lea în Japonia și numit Maitake, ce înseamnă tradus „ciupercă dansatoare”. Se spune că numele ar fi cauzat culegătorilor, care dansau de bucurie, dacă găseau această ciupercă uriașă.

### Cultivare
De 30 de ani, Grifola frondosa poate fi cultivată pe lemn și substraturi speciale bazând pe cele de cereale sau așchii de lemn de fag, stejar, prun, castan, paltin, ulm, arin și mesteacăn. Astfel provin în prezent aproape toate aceste ciuperci prevăzute pentru consum, ca supliment alimentar și pentru scopuri medicale din culturi.

### Utilizare medicală
În tradiția chineză și japoneză, acest soi este considerat ciupercă medicinală care întărește imunitatea, aici mai ales tuberculii subterani (de mărimea unui cartof) sunt utilizați ca medicament ce consolidează sistemul imunitar, având capacitatea de a regla tensiunea arterială, glucoza, insulina, colesterolul trigliceridele, fosfolipidele, și pot fi utile chiar și pentru pierderea în greutate. Specia este bogată în minerale (potasiu, calciu și magneziu, în vitaminele B2 , D2 și niacină precum fibre și aminoacizi. Un component activ în ea pentru consolidarea activității sistemului imunitar este o proteină-compus, beta-glucan.

### Preparare
Foalele vacii sunt de consumat numai în stadiu tânăr, pentru că cu bătrânețea devin clar amăruie și fibroase. Ele pot fi preparate ca Pleurotus ostreatus (păstrăvul de fag), fiind însă mai aromatice, de exemplu și în combinare cu șuncă afumată și cognac, asemănător bureților iepurești (Polyporus umbellatus).
Maitake este una dintre cele mai apreciate ciuperci din Japonia și China, celelalte fiind Shiitake, Shimeji și Enoki). Ele sunt folosite într-o mare varietate de feluri de mâncare acolo, dar și în alte țări din Asia de Est, fiind adesea un ingredient cheie pentru Sukiyaki.
Ciuperca poate provoca alergii în cazuri rare.

## Bibiliografie
- Bruno Cetto: „I funghi dal vero”, vol. 1-7, Editura Arte Grafiche Saturnia, Trento 1976-1993 (pentru cercetarea în total)
- Bulletin of the Transilvania University of Brașov - Mathematics, economical sciences, philology, medicine, physics, chemistry, sports: „Grifola frondosa”, vol. 15, Editura Transylvania University Press, Brașov 2008, p. 402
- Rose Marie și Sabine Maria Dähncke: „700 Pilze in Farbfotos”, Editura AT Verlag, Aarau - Stuttgart 1979 și 1980, ISBN 3-85502-0450
- Jean-Louis Lamaison & Jean-Marie Polese: „Der große Pilzatlas“, Editura Tandem Verlag GmbH, Potsdam 2012, ISBN 978-3-8427-0483-1
- J. E. și M. Lange: „BLV Bestimmungsbuch - Pilze”, Editura BLV Verlagsgesellschaft, München, Berna Viena 1977, ISBN 3-405-11568-2
- Hans E. Laux: „Der große Pilzführer, Editura Kosmos, Halberstadt 2001, ISBN 978-3-440-14530-2
- Till E. Lohmeyer & Ute Künkele: „Pilze – bestimmen und sammeln”, Editura Parragon Books Ltd., Bath 2014, ISBN 978-1-4454-8404-4
- Meinhard Michael Moser: „Röhrlinge und Blätterpilze - Kleine Kryptogamenflora Mitteleuropas”, ediția a 5-ea, vol. 2, Editura Gustav Fischer, Stuttgart 1978
- Linus Zeitlmayr: „Knaurs Pilzbuch”, Editura Droemer Knaur, München-Zürich 1976, ISBN 3-426-00312-0